# Time to Turn
Time to Turn es el décimo álbum de estudio de la banda de rock progresivo alemana Eloy, publicado en 1982.
En la edición británica, la canción «Magic Mirrors» fue sustituida por «Illuminations», originalmente perteneciente al álbum de 1980 Colours. La edición británica, del sello discográfico Heavy Metal World-wide, presentaba una portada distinta, realizada por el ilustrador de arte Rodney Matthews.

## Lista de canciones
Todas las canciones compuestas por Eloy y escritas por Sigi Hausen.

### Cara uno
1. «Through a Somber Galaxy» – 6:00
2. «Behind the Walls of Imagination» – 6:25
3. «Time to Turn» – 4:32
4. «Magic Mirrors» – 5:25

### Cara dos
1. «End of an Odyssey» – 9:25
2. «The Flash» – 5:34
3. «Say, Is It Really True» – 4:45

## Créditos
- Frank Bornemann – voz principal, guitarra eléctrica
- Hannes Arkona – guitarra, teclados, percusión
- Hannes Folberth – teclados
- Klaus-Peter Matziol – bajo, voz
- Fritz Randow – batería, percusión
- Sabine, Amy y Anne – coros en «Time To Turn»